# 肾盘衣科
肾盘衣科（学名：Nephromataceae）是地卷菌目下的一个科。

## 下属分类
本科包括以下属：
- 肾盘衣属 Nephroma Ach.
- Nephromium
- Opisteria